# 甘肃省民航机场集团
甘肃省民航机场集团有限公司隶属于甘肃省政府，主要负责甘肃省内所有民航机场的建设、管理和运营工作。目前，运营的航空公司达到42家，已累计执行客运航线221条，货运航线4条，通航城市达102个，已通达至欧洲、中亚、西亚、东南亚等国家和地区。

## 历史
1985年11月29日，民航甘肃省管理局成立。2004年7月8日，甘肃省政府组建成立甘肃机场集团。2006年5月25日，甘肃省政府国资委与海口海航集团签订协议，由海航集团实施企业化运作管理。2015年1月30日，甘肃省政府收回机场管理权，改组成立甘肃省民航机场集团。

## 成员机场
目前管理运营兰州中川国际机场、嘉峪关机场、敦煌机场、庆阳西峰机场、金昌金川机场、张掖甘州机场、陇南成县机场、天水麦积山机场、甘南夏河机场。